# Sneakerheads
Sneakerheads és una sèrie de televisió de comèdia dels Estats Units de 2020 creada per Jay Longino i estrenada el 25 de setembre de 2020 a Netflix.

## Repartiment
- Allen Maldonado com a Devin
- Andrew Bachelor com a Bobby
- Jearnest Corchado
- Matthew Josten
- Yaani King Mondschein
- Justin Lee
- Aja Evans

## Producció

### Desenvolupament
El 17 d'agost de 2020, Netflix va anunciar que la sèrie tindria sis episodis i que s'estrenaria el 25 de setembre de 2020. La sèrie va ser creada per Jay Longino, que també n'és el productor executiu amb Inny Clemons, Justin Killion, Will Gluck, Richard Schwartz, Kevin Mann, Brendan Bragg, Jason Belleville, Rod Grable i Dave Meyers.

### Càsting
Quan es va anunciar la sèrie també es va fer públic que Allen Maldonado, Andrew Bachelor, Jearnest Corchado, Matthew Josten, Yaani King Mondschein, Justin Lee i Aja Evans hi interpretarien papers.